# Китовая акула
Кито́вая аку́ла (лат. Rhincodon typus) — крупная пелагическая акула из семейства ринкодонтовых, или китовых акул (Rhincodontidae) отряда воббегонгообразных (Orectolobiformes). Крупнейшая из существующих в настоящее время видов акул, а также крупнейшая из современных рыб. Её максимальный размер достигает по меньшей мере 12,65 м, возможно, до 18 м и даже 20 м.
Китовая акула, в отличие от большинства других акул, питается преимущественно одним планктоном, отцеживая корм из воды с помощью особого цедильного аппарата, образованного жаберными дугами (подобный способ питания существует только у двух других акул — гигантской и большеротой). Эта рыба бо́льшую часть времени держится близ поверхности воды. Плавает она очень медленно, обычно не быстрее 5 км/ч, и не представляет никакой опасности для человека. Китовая акула зачастую абсолютно не реагирует на ныряльщиков, которые могут дотрагиваться до её тела и даже кататься на её спине.
Китовая акула обитает в тёплых водах тропических широт по всему Мировому океану. При этом в ряде районов своего ареала она более многочисленна, чем в других. Китовые акулы встречаются обычно небольшими разрозненными группами, реже поодиночке, а изредка, в местах обилия корма, образуют большие скопления в сотни голов. Они совершают весьма далёкие миграции, следуя за скоплениями планктона. Образ жизни этой рыбы, особенности её поведения и размножения остаются до настоящего времени слабо изученными, хотя в последние годы благодаря применению новых технологий, например, наблюдениям меченых китовых акул с помощью спутников, были получены важные данные об их миграциях. Систематика китовой акулы разработана лишь недавно. Эта рыба настолько своеобразна, что выделяется в монотипическое семейство с одним родом и видом.
Китовая акула — редкий вид, численность которого и раньше не была велика, а в последние десятилетия постоянно сокращается. Основной угрозой долгое время была добыча этой акулы рыбаками стран Южной и Юго-Восточной Азии, где мясо китовой акулы употреблялось в пищу. Несмотря на практически полный запрет промысла китовой акулы, восстановление поголовья идет крайне медленно, по причине как медленного естественного воспроизводства, так и продолжающегося вылова, в том числе браконьерского. Численность китовых акул в мире остаётся неизвестной, хотя отдельные популяции и могут быть подсчитаны достаточно точно.

## История изучения

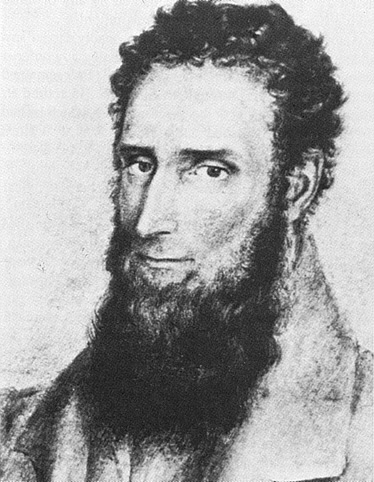
Сэр Эндрю Смит (1797−1872), описавший и классифицировавший китовую акулу в 1828 году

Долгое время китовая акула оставалась неизвестна науке. Её встречали лишь моряки, плававшие в тропических морях, рассказы которых, видимо, немало способствовали распространению поверий о морских чудовищах. Знакомство зоологов с китовой акулой датируется 1828 годом, когда 4,5-метровая китовая акула была добыта у побережья Южной Африки в Столовой бухте. Этот экземпляр попал в руки известному английскому натуралисту Эндрю Смиту, работавшему в Южной Африке, который и описал китовую акулу как вид Rhincodon typus. Чучело этой первой научно описанной китовой акулы было отправлено в Париж, где по настоящее время хранится в музее. Та редкость, с которой эта акула оказывалась в руках исследователей, объясняется как её малочисленностью, так и огромным размером и, соответственно, трудностью транспортировки. В настоящее время китовая акула по-прежнему остаётся одной из наименее изученных акул.
Даже в XX веке китовая акула была крайне мало известна за пределами узкого круга специалистов. Известен случай, когда в 1911 году английский пароход, следовавший в Индию, ударил носом китовую акулу длиной, видимо, около 17 м и 15 минут тащил её на форштевне. Пассажиры судна, очевидно, незнакомые с китовой акулой, подумали, что перед ними неизвестный науке вид, и решили присвоить рыбе латинское название Piscis rudyardensis, то есть «рыба Редьярда» — в честь находившегося на борту писателя Редьярда Киплинга. Даже к началу 1970-х годов в руки учёных попало всего лишь около сотни экземпляров, хотя к 1987 году это количество увеличилось до 320. Отсутствие достоверных данных приводило к тому, что в разных источниках можно было встретить самую различную информацию о китовой акуле. Например, когда в 1925 году в Сиамском заливе была поймана очень крупная китовая акула, было заявлено, что её длина составила 18 м. Однако впоследствии оказалось, что эта цифра была сильно завышена.

## Систематика и происхождение
Слово Rhincodon, образованное из двух греческих корней, означает «скрежещущий зубами»; typus в данном случае переводится как «типичный». Первоначально это слово писалось как Rincodon, хотя Смит, описавший китовую акулу, дал ей родовое название Rhineodon. Длительное время можно было встретить оба этих варианта названия, пока в 1984 году Международная комиссия по зоологической номенклатуре не установила окончательное написание Rhincodon (до этого использовались также биноминальные названия Rhinodon typicus Müller et Henle 1839, Rhinodon typicus Smith 1845, Micristodus punctatus Gill 1865 и Rhinodon pentalineatus Kishinouye 1901).

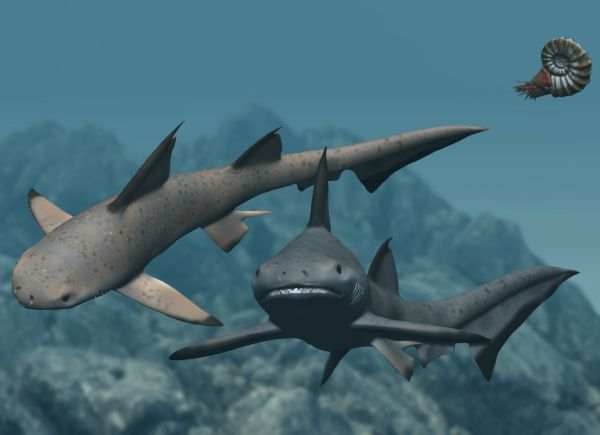
Гибодонтная акула (реконструкция), рассматривающаяся как предок большинства современных акул, в том числе китовой

Китовая акула настолько своеобразна, что выделяется не только в отдельный род с единственным видом, но и в отдельное семейство «китовые акулы» (Rhincodontidae). Установлено несомненное родство китовой акулы с весьма своеобразными небольшими донными воббегонгообразными акулами, с которыми китовая акула входит в один отряд (лат. Orectolobiformes). Название «китовая» акула получила благодаря как размеру, так и способу питания — фильтрации планктона, подобно усатым китам. В большинстве европейских языков её название буквально переводится как «китовая акула», «акула-кит» (англ. whale shark, фр. requin-baleine, нем. Walhai, исп. tiburón ballena, нидерл. walvishaai, швед. valhaj). В старых (середина XX века) русскоязычных источниках эту акулу иногда называли южной китовой акулой, в то время как северной китовой называли гигантскую акулу.
Происхождение и эволюция китовой акулы изучены недостаточно. Известно, что рыбы, которых можно рассматривать как непосредственных предков китовых акул, появились как отдельная группа в позднеюрское время (166 млн лет назад). В свою очередь, эти рыбы, как и большинство других видов акул, происходили от древних, примитивных гибодонтных рыб, эволюция которых прослеживается с каменноугольного периода. В позднеюрское время акулы, подобные китовым, обособились от общего эволюционного ствола, включавшего воббегонгообразных акул наряду с ламнообразными.

## Облик и строение

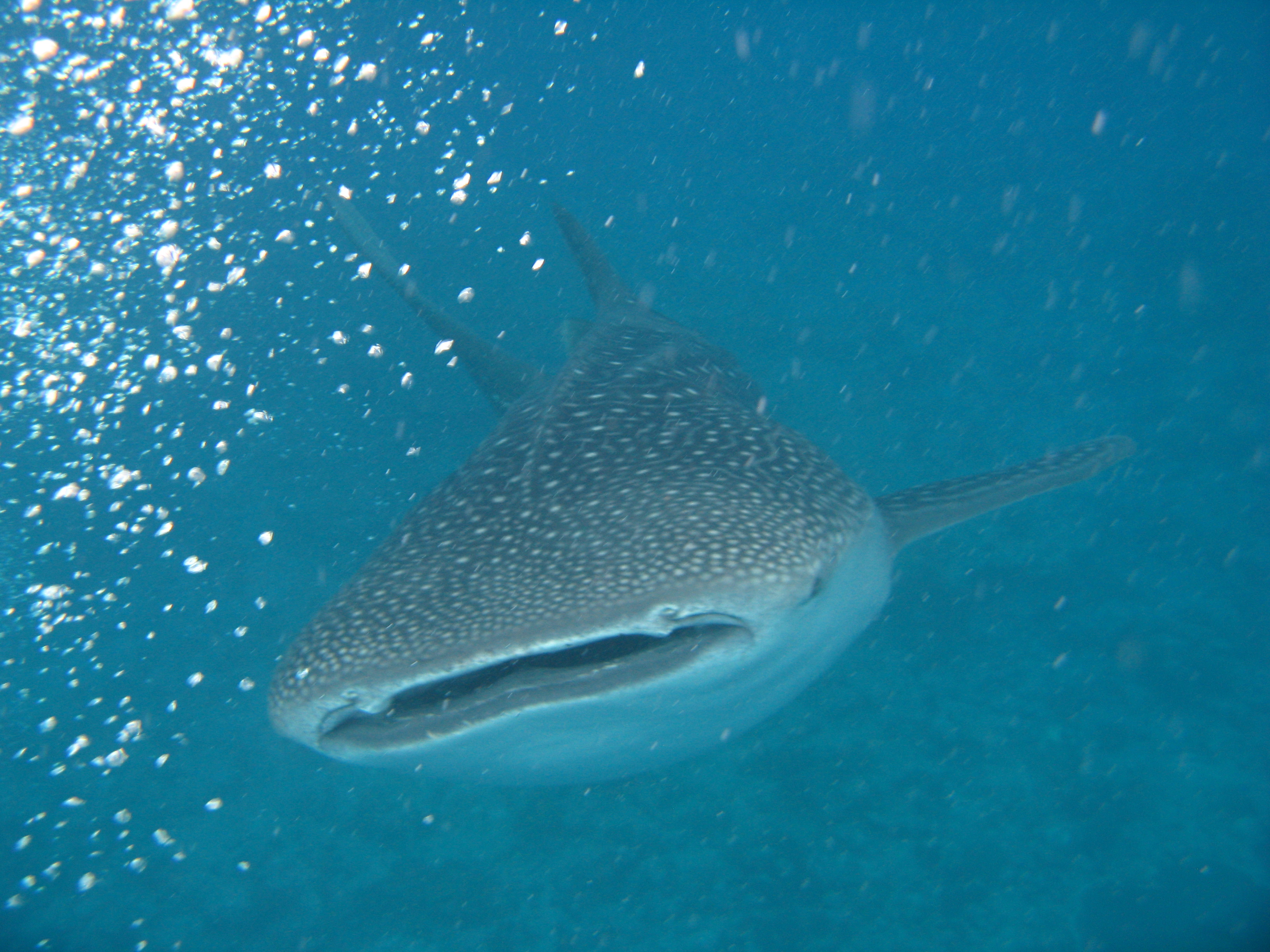
Вид китовой акулы спереди

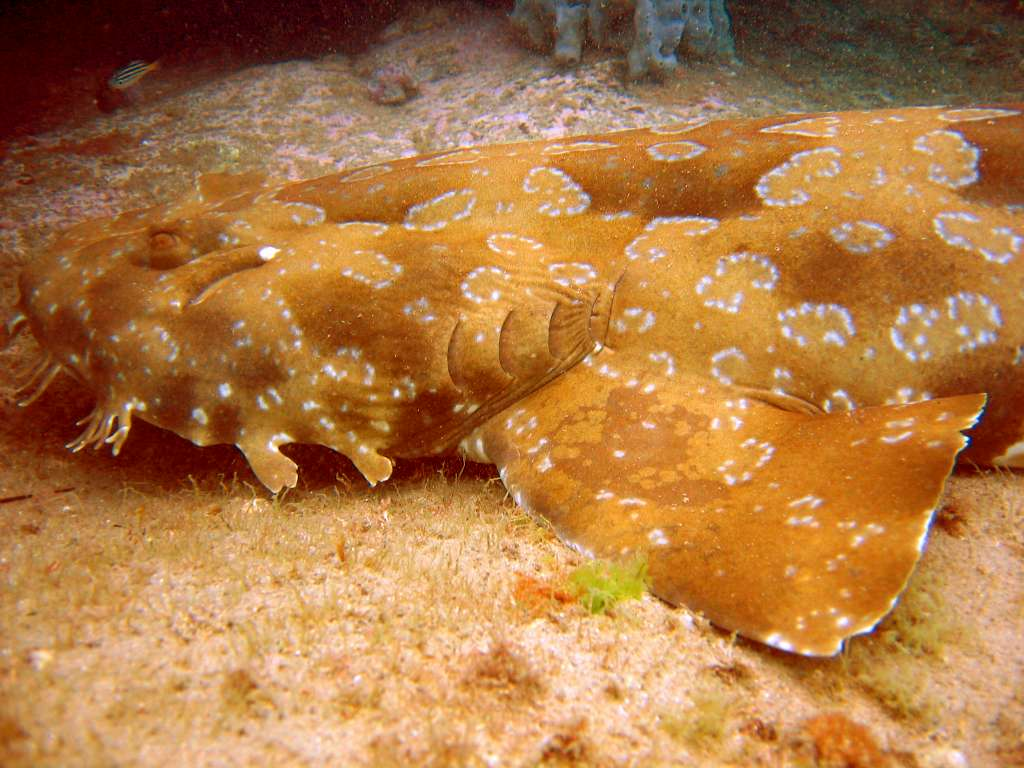
Пятнистый воббегонг (Orectolobus maculatus), акула, родственная китовой

### Внешний вид и особенности строения
Китовую акулу трудно спутать с другими рыбами — помимо огромного размера, её отличает характерный внешний вид. У китовой акулы тело мощное и толстое, голова сравнительно небольшая. Форма головы весьма своеобразна — она сильно приплюснутая, причём становится всё более плоской к концу рыла. Жаберных щелей 5; они чрезвычайно широкие и длинные (у 12-метровой акулы — около полутора метров). Пасть находится на конце рыла, а не под ним, как у большинства других акул. Пасть очень широкая, достигающая полутора метров в ширину (у 12-метрового экземпляра ширина пасти была 1,36 м). Она может раскрываться весьма сильно и при полном размахе приобретает вид широкого овала. У углов пасти находятся кожистые выросты, наподобие небольших усиков.

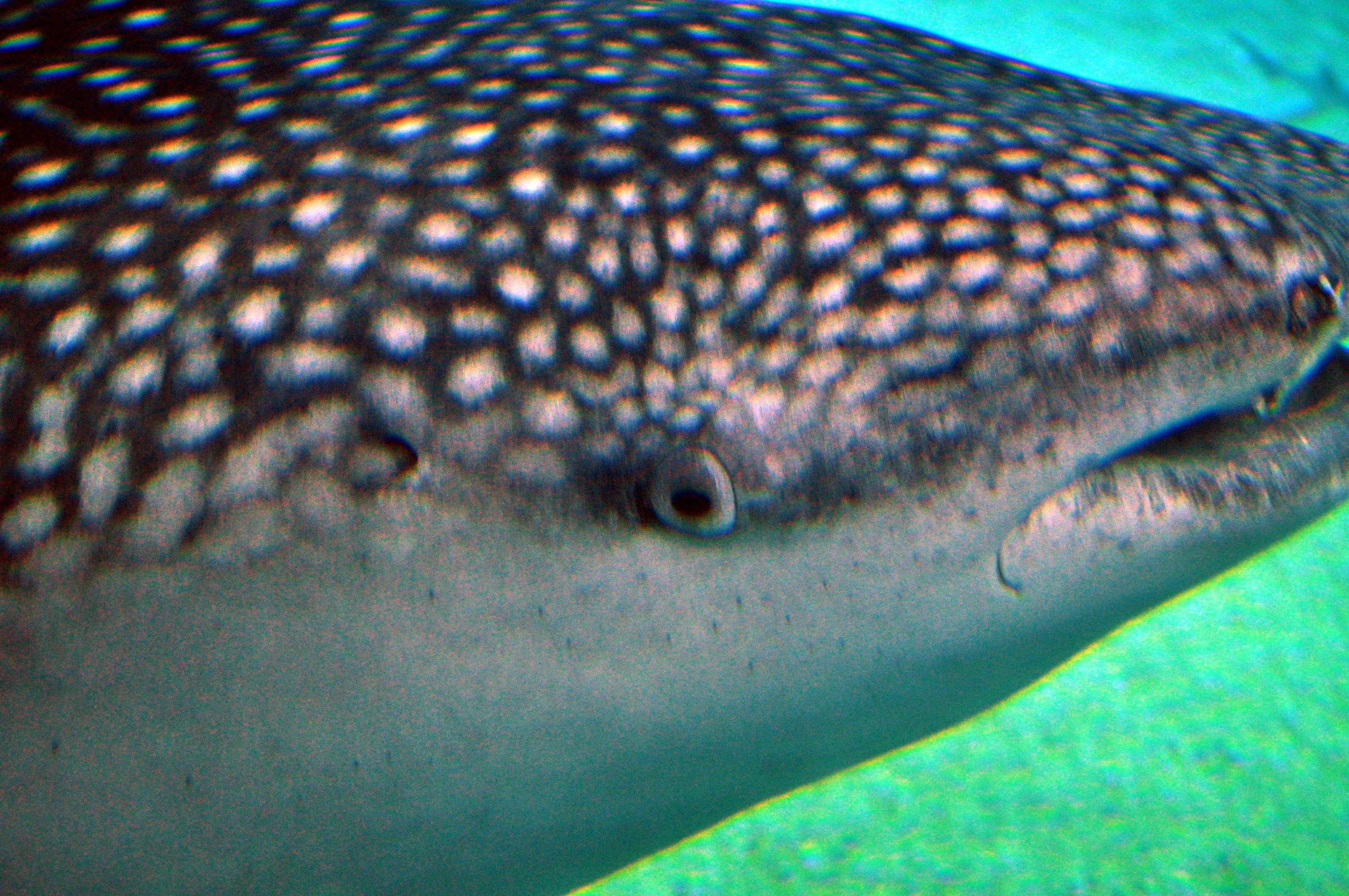
Глаз китовой акулы

Глаза очень маленькие и глубоко посаженные, расположенные близко к концу рыла почти у краёв пасти. Они находятся на линии, отделяющей тёмную окраску спины и боков от белого брюха. У самых крупных экземпляров глаза по размеру едва достигают размера мячика для гольфа (около 5 см в диаметре). Мигательная перепонка отсутствует, но глаз может закрываться толстой складкой кожи, двигающейся вперёд. В случае, если какой-то достаточно крупный объект находится слишком близко к глазу, акула втягивает глаз в орбиту и закрывает его этой складкой. Это уникальная черта среди акул. Почти сразу за глазами находятся круглые брызгальца.
Тело за головой становится толстым, спина поднимается в виде пологого горба. Наибольшую толщину тело имеет как раз за головой, а затем начинает становиться всё тоньше. Спинных плавника два, оба они смещены далеко назад. Первый плавник высокий и широкий, в форме почти равностороннего треугольника. Хвостовой плавник, как и у всех акул, резко асимметричен; его верхняя лопасть примерно в полтора раза длиннее нижней. При этом на верхней лопасти отсутствует выемка, характерная для хвостовых плавников большинства акул. У 12-метровой рыбы ширина хвостового плавника была 4,8 м, длина грудных плавников — 2,4 м. На задней части тела имеется несколько продольных складок шкуры в виде длинных гребней по бокам и на спине, доходящих до самого хвоста.
Яркое описание внешности китовой акулы дал известный норвежский исследователь Тур Хейердал, наблюдавший эту рыбу во время плавания на плоту «Кон-Тики»:
Голова принадлежала исполинскому чудовищу, и она была такая громадная, такая страшная, что сам морской змей, появись он перед нами, не поразил бы нас так сильно. Маленькие глазки сидели по краям широкой и плоской морды, жабья пасть с длинной бахромой в уголках была не менее полутора метров в ширину. Могучее туловище заканчивалось длинным тонким хвостом, острый вертикальный плавник свидетельствовал, что это во всяком случае не кит. Туловище в общем казалось в воде бурым, но и оно, и голова были усеяны маленькими белыми пятнами. Чудовище медленно, лениво плыло за нами, щурясь по-бульдожьи и тихо работая хвостом… Теперь мы могли совсем близко рассмотреть этого исполина… Даже богатое воображение Уолта Диснея не могло бы создать более страшного монстра.
Количество зубов у китовой акулы чрезвычайно велико и может достигать нескольких тысяч — даже до 15 тысяч. У акулы, имевшей в пасти 3 тыс. зубов, на каждой челюсти было при этом около 300 рядов. Зубы мелкие, даже у самых крупных акул не превышающие 6 мм в длину. Мозг китовой акулы относительно размеров тела существенно меньше, чем у других акул, например, белой. Его строение, изученное с помощью магнитно-резонансной томографии, показало заметные отличия от мозга других акул. Мозжечок китовой акулы развит сильнее, чем у других хрящевых рыб. Другие особенности её мозга могут быть приспособлением к стайному образу жизни. У китовой акулы печень значительно меньше, чем у большинства других акул. Поэтому китовая акула для регулирования плавучести тела нередко заглатывает воздух (у других акул печень, содержащая большое количество жира, имеющая плотность меньше плотности воды, увеличивает плавучесть).

### Размеры

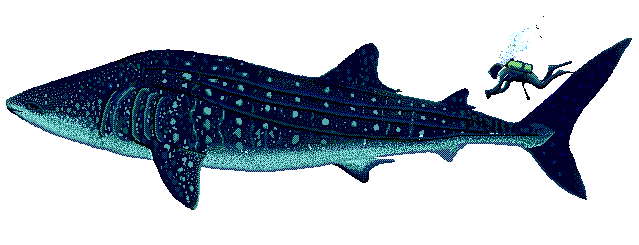
Китовая акула в сравнении с ныряльщиком

Китовая акула является, бесспорно, крупнейшей современной рыбой. Долгое время считалось, что самый большой из достоверно зарегистрированных экземпляров имел длину 12,65 м, иногда упоминается также размер в 13,7 м. На протяжении десятилетий сообщения о китовых акулах длиной до 20 м оставались непроверенными. Однако в конце 1990-х годов появилась научная информация о китовой акуле длиной 20 м и весившей 34 т (вес среднего кашалота). Поэтому в современных источниках длина китовой акулы в 20 м указывается уже как вполне проверенная. В ряде источников появляются данные о наблюдениях китовых акул даже длиной 21,4 м, но в целом экземпляры крупнее 12 м попадаются уже крайне редко. Как и у большинства акул, самки китовой акулы крупнее самцов.
Попавшая в 2003 году в руки индийских ихтиологов у Тутикорина молодая китовая акула была измерена ими с высокой точностью. При длине 4,78 м рыба весила 1700 кг. Ширина пасти у неё была 77 см, размер глаза — 4 см в длину и 3,5 в ширину. Верхняя лопасть хвостового плавника была длиной 115 см, нижняя — 74 см. По опыту изучения китовых акул в неволе (в океанариумах) был сделан вывод, что они растут в неволе примерно в 1,1—1,3 раза быстрее, чем в дикой природе. Возможно, это вызвано постоянным обилием хорошего корма в океанариумах. Одна из измеренных акул выросла за год на 29,5 см, другая на 46 см за 630 дней. По-видимому, в молодом возрасте китовые акулы растут относительно значительно быстрее, чем в старшем, что может быть одной из приспособительных черт по защите от хищников. Одна из акул, содержавшаяся в океанариуме на Тайване и попавшая туда практически в новорожденном состоянии, росла на 1 см в день — 143 см за 143 дня. 60-сантиметровый детёныш, содержавшийся в Оита (Япония), прожил в аквариуме больше 3 лет и вырос до 3,7 м. В целом, однако, молодые китовые акулы изучены очень слабо.

### Кожа
Кожа китовой акулы очень прочная и толстая — достигает у крупных экземпляров толщины 10 см и даже 14 см. Кожа, как и у других акул, покрыта очень мелкими плакоидными чешуйками, имеющими вид острых шипов около 0,75 мм высоты и 0,5 мм ширины. Особенности строения заметно отличают их от чешуй большинства акул — у китовой акулы чешуи имеют очень сильно развитое и загнутое назад остриё, боковые же лопасти чешуй развиты слабо. Вероятно, чешуя такого строения улучшает гидродинамические свойства тела рыбы. На брюхе кожа примерно на треть тоньше, возможно, по этой причине акула при приближении ныряльщика часто инстинктивно поворачивается к нему спиной, которая защищена лучше брюха.

### Окраска
Окраска китовой акулы также весьма характерна. Спина и бока этой рыбы тёмные, обычно серого цвета с голубым или коричневым оттенками. По тёмному фону в довольно правильном порядке расположены продольные и поперечные узкие грязно-белые полосы, между которыми, также в достаточно правильном порядке, расположены округлые пятна такого же цвета. На голове и грудных плавниках пятна более мелкие и расположены чаще и беспорядочно. Нижняя часть тела грязно-белая. На коже туловища и плавниках обычно большое число царапин, образующих индивидуальный рисунок, по которому наблюдатели различают конкретных особей. Известно, что узор пятен на коже акулы не меняется с возрастом, что облегчает слежение за отдельными особями. Интересно, что при идентификации сфотографированных китовых акул с успехом применялась аппаратура, предназначенная для астрономических наблюдений. Приборы, предназначенные для сопоставления снимков звёздного неба и способные выявить малейшую разницу в расположении небесных тел, столь же эффективно выявляли различия в пятнистом рисунке на коже акул.
Подобная пелагическая окраска с тёмной спиной и светлой нижней частью тела (противотеневая), с большим количеством чётких полос и пятен на тёмном фоне встречается у небольших воббегонгообразных донных акул, находящихся с китовой в родстве, и служит целям маскировки. Существует мнение, что такая окраска китовой акулы — признак, оставшийся от её предков. Другая гипотеза гласит, что противотеневая окраска может быть связана с тем, что китовые акулы, плавающие обычно у самой поверхности, сильно подвержены ультрафиолетовому облучению солнечного света, вредное воздействие которого до известной степени нейтрализуется тёмной окраской.

## Ареал

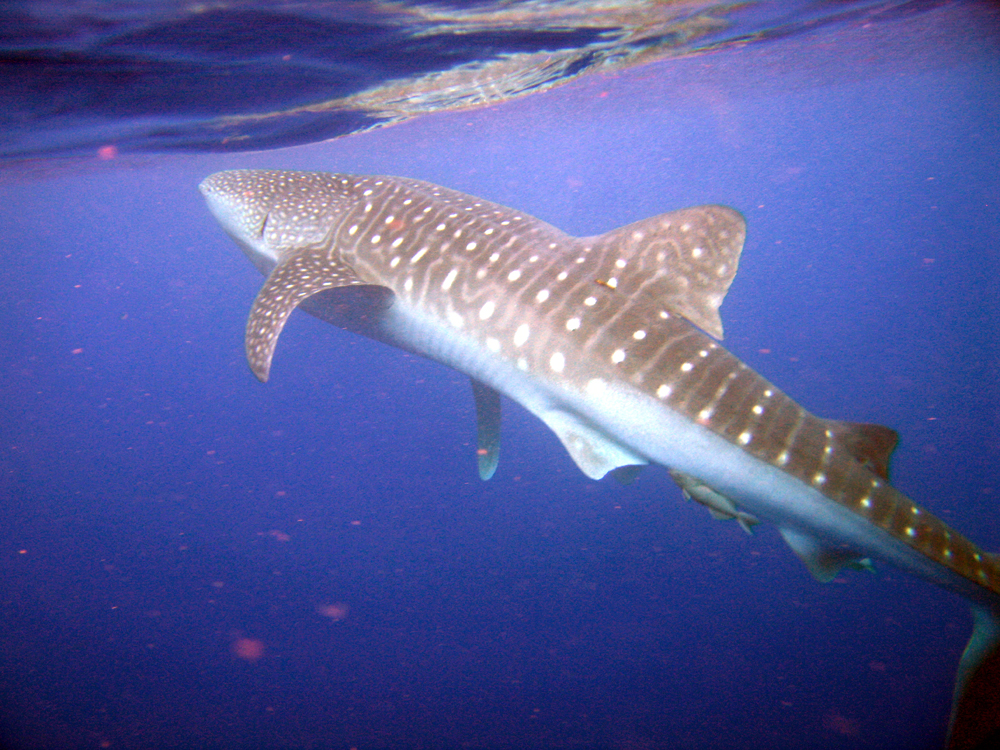
Китовая акула у поверхности (у побережья Гондураса)

### Районы обитания
В целом китовая акула держится в тёплых водах низких широт, встречаясь в этом поясе практически повсеместно, хотя везде она немногочисленна. Её ареал приурочен в основном к водам между 30° северной и 35° южной широты, но акулы могут заходить и дальше на север или юг — до 40° на север. Установлено, что китовые акулы предпочитают районы океана с температурой воды в приповерхностном слое 21−25 °C, с притоком из глубины более холодной (до 17 °C) воды (в таких местах, видимо, встречается наибольшее количество планктона, которым акулы кормятся) и весьма высокой солёностью — 34−35 ‰. По наблюдениям в Калифорнийском заливе, китовые акулы в этом районе предпочитали тёплую воду, с температурой 26−34 °C. Есть также свидетельства, что эти акулы изредка появляются в пресных водах, заплывая в устья рек, особенно если там встречаются скопления планктонных организмов.
Несмотря на то, что китовая акула встречается в тёплых водах мирового океана почти везде, в ряде районов она более многочисленна. Наиболее часто китовых акул можно встретить, в частности, близ Тайваня и у Сейшельских островов, где они держатся круглый год, хотя пик их численности в этих водах наблюдается в июне–августе и октябре–ноябре. Повышенная численность китовых акул отмечена у берегов Восточной и Юго-Восточной Африки, где колебания численности носят также сезонный характер; при этом, согласно некоторым подсчётам, 19 % мировой популяции обитает у побережья Мозамбика. Другие районы, где китовые акулы являются обычными обитателями, — Мексиканский залив, воды Филиппин (здесь акулы особенно многочисленны с декабря по май), побережье Чили, некоторые районы побережья Австралии. В других местах ареала появления китовых акул относительно редки и всегда носят сезонный характер.
По-видимому, китовая акула не образует подвидов. Даже очень удалённые друг от друга популяции не имеют заметных отличий. Так, исследования акул, обитающих в Калифорнийском заливе и у Филиппин, показали, что у этих двух популяций отсутствуют какие-либо различия на генетическом уровне.

### Миграции
Известно, что китовые акулы совершают весьма далёкие миграции. Изучение миграций проводится с помощью мечения. Прикреплённые на теле акул метки позволяют отслеживать их перемещение с помощью акустических методов или со спутника. Практически все данные, имеющиеся относительно миграций китовых акул, получены благодаря мечению, хотя и эти данные весьма скудны.
Одна из акул, помеченных у северо-восточной Австралии, переместилась за 35 суток на 1800 км к индонезийским водам. Данные, полученные путём спутникового слежения за мечеными акулами, показали, что эти рыбы перемещаются примерно на 24 км в сутки. Одна из меченых акул за 37 месяцев, пока на её теле была прикреплена метка, проплыла 13 тыс. км. В 2001 году три акулы были помечены у Сейшельских островов. Одна из них в течение этого года переместилась к Занзибару, другая к берегам Сомали, третья направилась к побережью Таиланда. Однако выяснилось, что популяция, обитающая в Красном море, почти не совершает далёких миграций и не выходит из моря в Индийский океан. Очевидно, миграции китовых акул связаны с наличием в том или ином районе хорошей кормовой базы — рыбы следуют в районы, где наблюдается сезонное скопление планктона.
Наблюдатели полагают, что популяции китовых акул отделяются одна от другой по признаку пола и размера. Возможно, что молодые акулы держатся в других районах, чем взрослые особи, и что у разновозрастных групп взрослых акул (и самцов, и самок) различные пути миграций. Также вероятно, что китовые акулы предпочитают из года в год приходить после миграций в одни и те же места; такие данные были получены на основе изучения акул у Австралии и Мальдивских островов.

## Образ жизни

### Питание
Способ питания китовой акулы схож с таковым у усатых китов, также питающихся планктоном. Однако если усатые киты процеживают воду с кормом сквозь пластины китового уса, растущие из нёба верхней челюсти, то цедильный аппарат китовой акулы состоит из 20 хрящевых пластин, соединяющих отдельные жаберные дуги друг с другом как решётка (сторона её ячей составляет всего 1—3 мм), и на которых расположены кожные зубцы. Китовая акула способна при кормёжке пропускать через пасть до 6 тыс. кубометров воды в час. Набрав в пасть воду с планктоном, акула закрывает её, после чего вода профильтровывается сквозь жаберные отверстия. Затем отцеженные кормовые организмы через узкий (не больше 10 см в диаметре) пищевод попадают в желудок. Именно в связи с таким способом питания зубы у китовой акулы очень мелкие и многочисленные; они служат не для кусания, а для «запирания» добычи во рту.

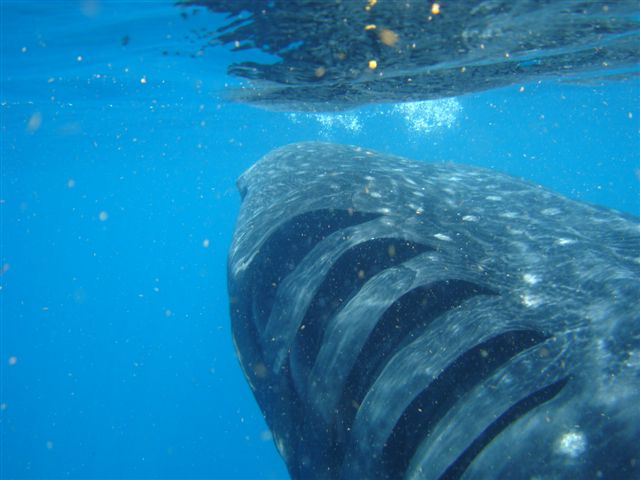
Жабры пасущейся китовой акулы. Заметно, насколько широко открыты жаберные щели, пропускающие большой объём воды

Китовая акула повсеместно питается практически всем, что попадает ей в пасть и что она способна проглотить. Это прежде всего различные планктонные организмы размером в несколько миллиметров — ракообразные, мелкие кальмары, медузы и т. д. Поедается и мелкая стайная рыба — анчоусы, сардины, мелкие скумбриевые и даже мелкие тунцы. Присутствие китовых акул нередко служит для рыбаков признаком наличия промысловой рыбы, например, тунца — как правило, китовые акулы держатся там, где есть большое количество планктона и, следовательно, питающихся им других рыб.
При кормёжке акула двигается очень медленно — около 1 м/с, а часто почти останавливается, зависая в воде, и, всасывая планктон, покачивается вверх-вниз, двигая головой в стороны. Часто рыба держится при этом почти вертикально к поверхности. Тогда, если волнение достаточно сильное, во впадинах между волнами можно увидеть показывающуюся из воды голову акулы. Описан случай, когда китовая акула всасывала планктон (видимо, личинок коралловых полипов) с поверхности кораллов; при этом рыба держалась под углом в 45° к поверхности рифа. У рифов Нингалу массовое скопление китовых акул объясняется именно большой плотностью личинок полипов, а также мелких планктонных животных, питающихся ими и также служащих пищей китовой акуле. Часто акула засасывает корм, находящийся непосредственно под поверхностью воды (приповерхностный планктон состоит преимущественно из мелких ракообразных, таких как веслоногие и Sergestidae, щетинкочелюстных, а также личинок рыб). Тогда верхняя часть её пасти — около 15 % по высоте — показывается над водой. Пастись у поверхности акула может весьма долго, тратя на это в среднем около 7,5 часов в сутки.

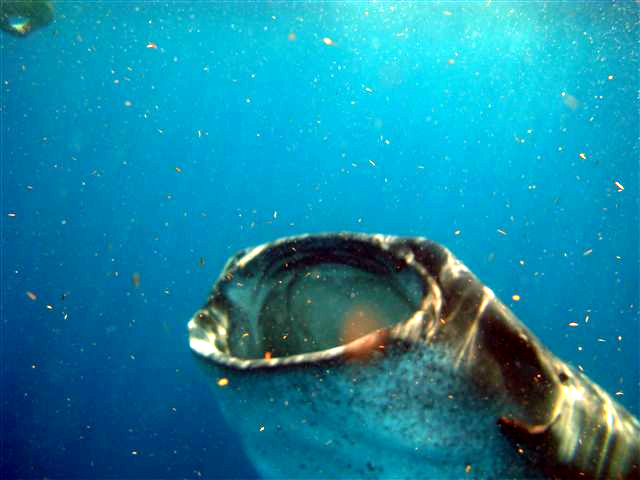
Китовая акула, раскрывшая пасть во время кормёжки

Кормящаяся акула совершает 7—20 глотательных движений в минуту, при этом движения челюстей происходят одновременно с движениями жаберных щелей. При обилии корма рыба наедается так, что её брюхо сильно выпирает. Было подсчитано, что акула длиной 4,33 м в течение часа кормёжки в воде с обычной плотностью планктона (4,5 грамма на кубометр) проглотила около 1,5 кг корма, а другая особь, длиной 6,22 м, — 2,76 кг. Это примерно совпало с потреблением корма китовыми акулами, наблюдавшимися в океанариумах.

### Размножение
Почти ничего не известно о том, как размножается китовая акула, хотя наблюдение за ней ведётся более ста лет. До самого последнего времени информация об этом была весьма скудной и разрозненной. Известно, что китовая акула яйцеживородяща — зародыши развиваются в яйцах-капсулах, вылупляясь из них ещё в утробе, хотя ранее учёные предполагали, что эта рыба откладывает яйца. Яйца и зародыши китовых акул были обнаружены только в XX веке. В 1910 году у самки китовой акулы, пойманной у Цейлона, нашли в яйцеводах 16 яйцевых капсул. В 1955 году в 200 км от Порт-Изабел в Техасе на глубине 57 м была обнаружена подобная капсула. В ней находился зародыш китовой акулы, с лёгкостью опознанный благодаря характерной расцветке — белые пятна и полосы на тёмном фоне. В длину яйцо имело 63 см, в ширину — 40 см. Тем не менее, до настоящего времени детально была изучена только одна беременная самка, загарпуненная в 1995 году. Она была 10,6 м длиной и 16 т весом и имела 307 зародышей, длиной от 40 до 60 см. Один из самых мелких известных экземпляров китовой акулы, детёныш длиной 59 см, хранится в России, в музее НИИ рыбного хозяйства и океанографии.

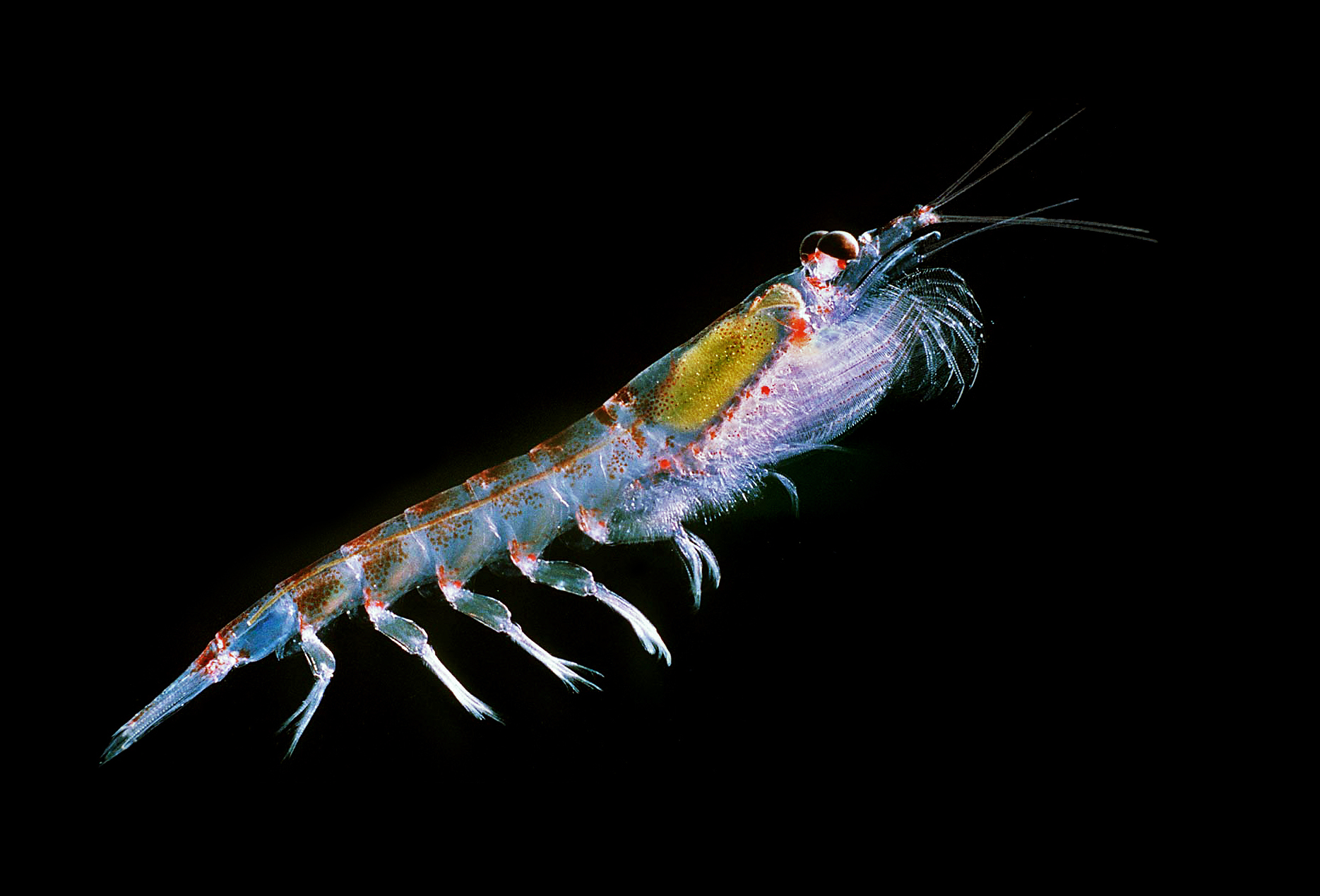
Антарктический криль (Euphausia superba), которым кормят китовых акул в японских океанариумах

При рождении акулята имеют очень малый размер, около полуметра. Они обладают значительными внутренними запасами питательных веществ, позволяющими долго обходиться без внешнего источника корма. Известен случай, когда в Японии из утробы пойманной китовой акулы извлекли ещё неродившегося, но живого и полностью сформировавшегося акулёнка. Он был помещён в аквариум и первые 17 дней обходился совершенно без еды.
Исследования 1990—2000-х годов утверждают, что китовая акула обладает исключительно долгим периодом полового созревания. Половозрелости эта рыба достигает лишь в возрасте 30, 35 и даже 50 лет; продолжительность жизни её весьма велика — до 70 и даже, по некоторым данным, 100 лет. Встречающиеся иногда данные о 150-летних китовых акулах представляются специалистам завышенными. Половозрелость наступает при достижении акулой длины по одним данным 4,4—5,6 м, по другим 8—9 м.
В исследованных стаях китовых акул наблюдается обычно превышение количества самцов над количеством самок. Иногда эта диспропорция очень велика — так, изучение стада китовых акул у западного побережья Австралии (у рифов Нингалу, где расположен самый большой в Западной Австралии морской заповедник) выявило, что самки составляют, видимо, лишь около 17 % от общего числа акул в данном стаде. Однако малое количество самок может объясняться тем, что данный район используется акулами скорее для нагула, а не для размножения. Из общего числа самцов китовой акулы, изученных во время упоминавшихся исследований у рифов Нингалу, половозрелыми были только 9,3 % самцов с длиной тела от 6 до 8 м, а среди тех, чья длина составляла 8—9 м, — 36,6 %. В целом, видимо, у 95 % самцов половозрелость наступает по достижении 9-метровой длины.

### Поведение
По большинству описаний, китовая акула отличается исключительной апатичностью и медлительностью. Рыба предпочитает держаться в приповерхностном слое воды, обычно не глубже 70 м. Во время глубоких погружений китовая акула, согласно данным, полученным при мечении, может опускаться до глубины 700 м, где температура воды около 7 °C. Китовые акулы плавают, совершая волнообразные движения всей задней частью тела, а не только хвостового стебля, как большинство других акул; в таких плавных колебаниях рыба задействует около 2/3 тела по длине. Китовая акула плавает очень медленно, при обычных условиях — около 5 км/ч, а часто ещё медленнее. По некоторым сведениям, китовые акулы чаще держатся по соседству с косяками стайных рыб, особенно скумбриевых.
Китовая акула, очевидно, активна круглые сутки и спит короткими периодами вне зависимости от времени суток (возможно, суда сталкиваются именно со спящими акулами). Группы китовых акул наблюдали кормящимися в тёмное время.
Китовые акулы держатся небольшими группами или, реже, поодиночке и лишь изредка образуют скопления до 100 голов. В исключительных случаях группы китовых акул могут насчитывать сотни рыб. В 2009 году группа специалистов из Смитсоновского института зафиксировала у побережья Юкатана скопление китовых акул в 420 особей. По-видимому, акулы собираются в большие группы в этих местах каждый год в августе — их привлекает большое количество свежевыметанной икры скумбриевых рыб, которую акулы охотно поедают. В других районах океана таких скоплений китовых акул не наблюдали никогда.

## Статус популяции

### Численность и охранные меры
Подсчёты численности китовых акул практически не велись, поэтому точные данные об их поголовье отсутствуют. В любом случае, китовые акулы и в прошлом никогда не были многочисленными. Существуют данные, что китовых акул на всей Земле осталось лишь около 1 тыс. особей — если эта информация верна, то китовая акула является одной из наиболее редких рыб вообще и находится на грани вымирания. Некоторые источники, правда, сообщают, что эта цифра относится только к тем конкретным особям, которых учёным удаётся отслеживать.
Начиная с середины 1990-х годов, ряд государств ввёл запрет на вылов китовых акул. Запрет на их добычу действует на Мальдивах с 1993 года, на Филиппинах — с 1998, в Мексике, Таиланде и Белизе с 2000, Индии — с 2001 года. В 2008 году запрет на вылов и продажу китовых акул ввело правительство Тайваня. В Австралии и США запрет действует с середины 1980-х годов, но касается только отдельных районов побережья, где китовые акулы в основном и встречаются (в США — тихоокеанское побережье).
С 2016 года китовая акула внесена в список вымирающих видов (англ. endangered species) Международной Красной книги. До того, в 2000 и 2005 году, присваивался статус «находящийся в уязвимом положении» (англ. vulnerable).

### Угрозы
Основной угрозой для популяции китовых акул считается их промысловый лов. Несмотря на принимаемые меры по охране, добыча китовых акул в тропических странах (в основном Юго-Восточной Азии и Индии) продолжается в связи с ростом населения и, соответственно, растущей потребностью в белковой пище. Это одна из главных причин сокращения популяции китовой акулы в Тихом и Индийском океанах. Исключительно долгое созревание и медленный темп размножения препятствуют быстрому восстановлению поголовья. Естественная убыль популяции китовой акулы — 5—6 % в год.
В целом исследование мировой популяции китовых акул показывает, что их численность постоянно снижается. Изучение числа встреч крупных китовых акул, в частности, у Тайваня, вызвало серьёзную тревогу у учёных. До конца 1990-х годов средний размер китовых акул, отмечавшихся у северо-восточного побережья острова, был достаточно большим (разброс длины наблюдавшихся акул — 10—20 м). Однако наблюдения с 2000 до 2004 года показали, что средний размер акулы снизился до 4,6 м. По мнению исследователей, это может быть результатом чрезмерного промыслового лова, который привёл к вылову крупных самок. Исследования промысла китовых акул у острова Бохоль (Филиппины) показали, что за период 1990—96 годов там были пойманы 624 китовых акулы и промысел постоянно расширялся. Но средний улов на одну лодку постоянно падал — с 1993 по 1997 годы он сократился в 2,5—3 раза. По данным ФАО, уловы на Тайване, достигавшие 100 голов в год, к 1990-м годам снизились до менее чем 10 голов. Серьёзную отрицательную роль может играть и склонность акул возвращаться после миграций к прежним местам обитания, что приводит к их быстрому вылову и оскудению местных стад.

### Естественные враги, болезни и паразиты
Даже у взрослой китовой акулы нет практически никаких средств самозащиты, но огромный размер этой рыбы в сочетании с её исключительно толстой и прочной кожей резко сокращает число вероятных хищников, которые могли бы нападать на неё. Однако молодь может становиться добычей хищников. Достоверно известны, впрочем, лишь единичные подобные случаи — молодые китовые акулы оказывались в одном случае жертвой синей акулы (молодая особь была обнаружена в её желудке), в другом — синего марлина (остатки обнаружены среди содержимого кишечника). Сообщалось также о нападении косаток, которые растерзали 8-метровую китовую акулу. На теле взрослых акул описывались шрамы, которые могли быть следами от зубов косаток. Впрочем, по некоторым данным, китовая акула обладает исключительно высокой способностью оправляться от тяжёлых ран, которые заживают весьма быстро, — описан случай, когда китовая акула получила две серьёзных раны на брюхе, нанесённых, видимо, крупными хищными акулами. Через два года у этой акулы не осталось даже шрамов.

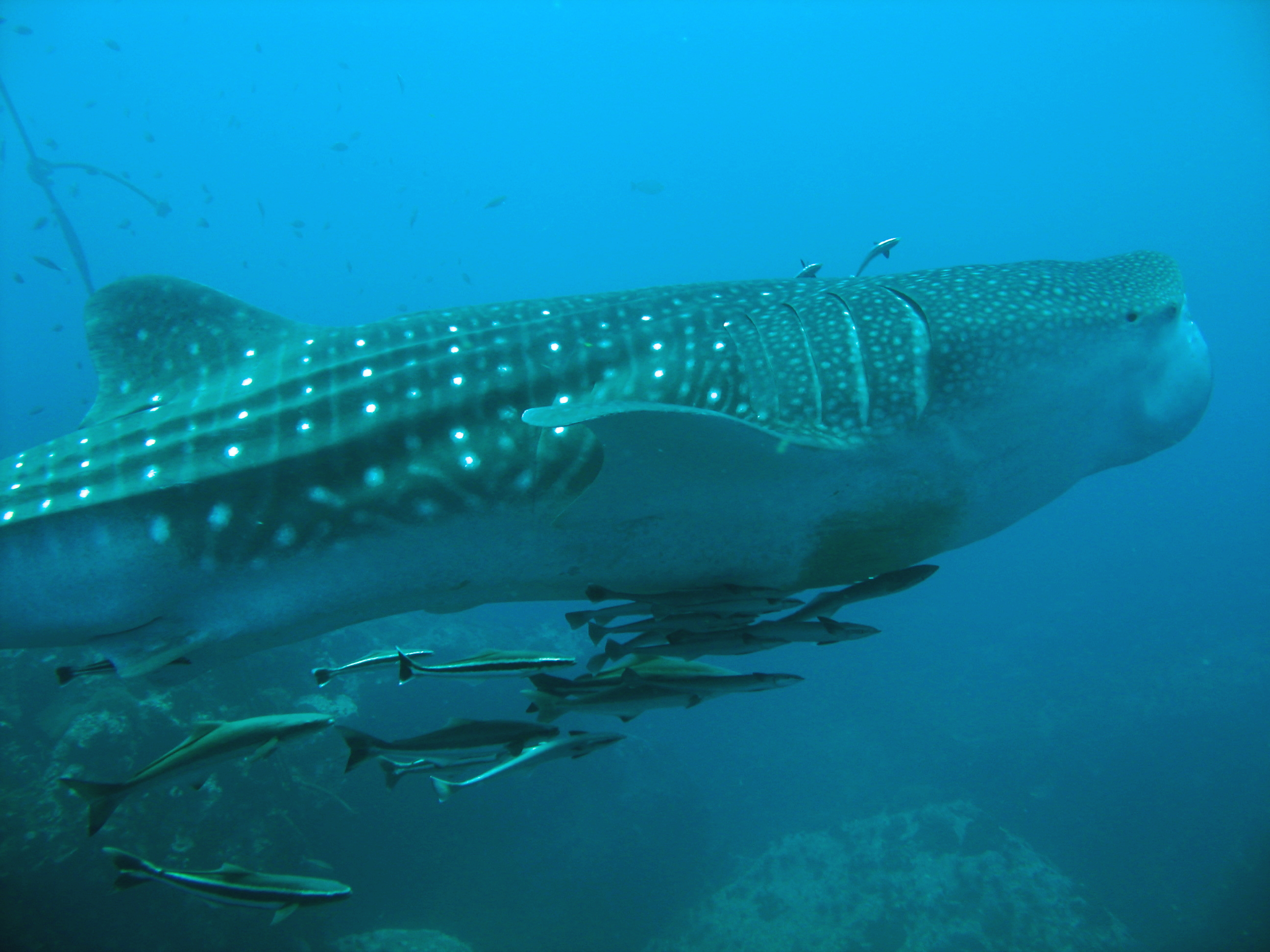
Пасущаяся китовая акула, которую окружают различные рыбы-комменсалы, постоянно держащиеся около неё

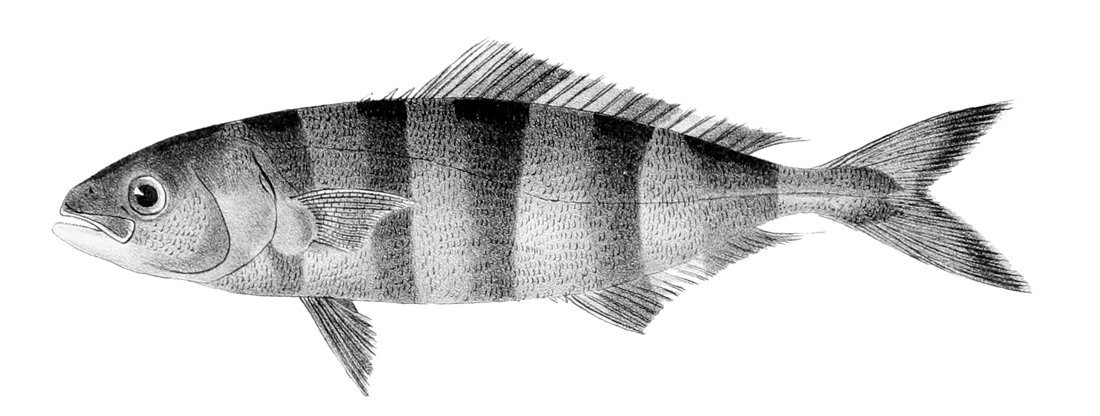
Рыба-лоцман (Naucrates ductor), обычный спутник китовой акулы

Из эктопаразитов китовой акулы описаны различные веслоногие ракообразные, находимые, например, в глотке рыбы. На теле китовой акулы, как правило, можно видеть присосавшихся рыб-прилипал, не наносящих, впрочем, акуле никакого ущерба. Возле китовой акулы, как правило, постоянно держится большое количество рыб-лоцманов.

## Китовая акула и человек

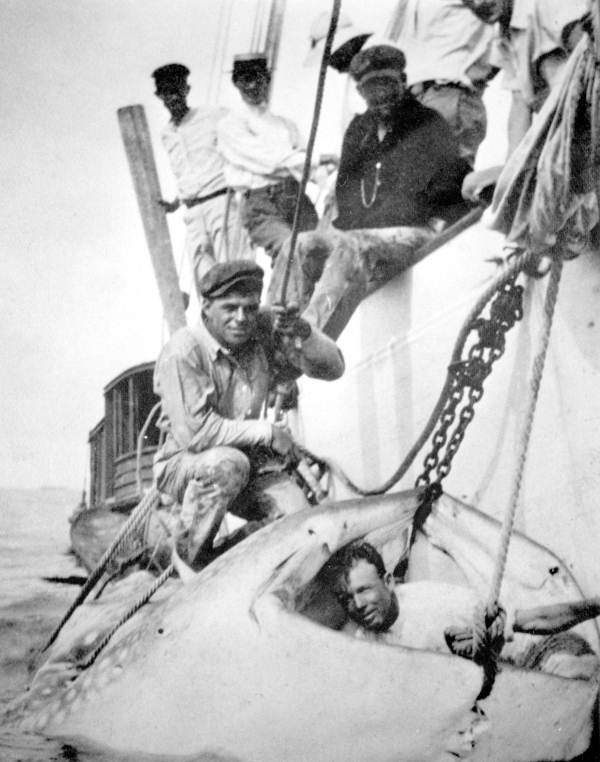
13,5-метровая китовая акула, пойманная у Флориды (снимок 1912 года)

### Китовая акула как объект промысла
В местах, где китовая акула встречается относительно часто, она иногда ловится рыбаками, хотя в целом, в связи с малочисленностью, эта рыба редко попадается промысловикам. Источники 1971 года (то есть когда китовая акула была несколько многочисленнее, чем ныне) подчёркивали, что её промысловое значение везде очень невелико. Обычный способ добычи этих акул такой же, как и для охоты на китов, — с помощью гарпуна. Из-за вялого нрава китовая акула добывается сравнительно легко. Имеются описания того, как рыбаки с берегов Персидского залива ловили китовых акул, подплывая к ним и продевая в пасть крюк. Их ловят также ставными сетями, хотя часто китовая акула попадается в качестве прилова в сети, расставленные на другую рыбу. В 1995 году тайваньскими рыбаками было добыто примерно 250—272 акулы, из которых 158 было забито с помощью ручного гарпуна, остальные выловлены с помощью сетей.
К местам традиционного вылова китовых акул относятся многие районы Южной и Юго-Восточной Азии. Их относительно часто ловят у Филиппин и особенно Тайваня, где мясо китовой акулы ценится довольно высоко. На Тайване этих акул до введения запрета на их промысел добывали в количестве, большем, чем где бы то ни было. Существующее у местного населения название китовой акулы буквально означает «акула-тофу», поскольку её белое и нежное мясо сравнивается по вкусу, цвету и консистенции с тофу. Китовая акула принадлежит к числу рыб, традиционно добываемых в Аравийском море индийскими и пакистанскими рыбаками. В прибрежных районах Пакистана мясо китовой акулы употребляется в пищу свежим или солёным, а печень используется для извлечения жира для пропитки рыбачьих лодок. Рыбаки на Мальдивах добывали китовых акул исключительно ради жира (у Мальдив ловили 20—30 китовых акул ежегодно). Ради жира, получаемого из печени, китовых акул добывали и в Индии. Лов китовых акул существует и в Атлантическом океане, у Сенегала.
Ещё в недавнем прошлом мясо китовой акулы на рынках стран Южной и Юго-Восточной Азии продавалось дёшево — в 1985 году китовая акула весом в несколько тонн была продана на Тайване всего лишь за несколько тайваньских долларов. В 2000-е годы цены на мясо китовой акулы заметно выросли, достигнув 7 тайваньских долл. за килограмм; при этом известно, что на Тайване мясо китовой акулы ценится ниже, чем, например, мясо гигантской акулы. Упоминавшаяся выше молодая акула весом 1700 кг, пойманная индийцами у Тутикорина, была продана за 1200 рупий, то есть около 30 долл. В феврале 2012 года близ Карачи была выловлена весьма крупная китовая акула длиной не менее 12 м; она попалась рыбакам, видимо, уже дохлой. Рыба была продана за 1,7 млн пакистанских рупий (свыше 18 тыс. долл.).
В настоящее время по-прежнему можно встретить в легальной продаже продукты, получаемые от китовой акулы. Так, в Гонконге в 2010 году были отмечены случаи торговли сушёными плавниками китовой акулы по цене около 300 долл. за штуку, использующимися для приготовления деликатесного супа. На рынки Китая, по некоторым данным, ежегодно попадают плавники до 1000 китовых акул.
Кожа китовой акулы используется как кожевенное сырьё. Части туши китовой акулы могут использоваться также в традиционной китайской медицине.

### Опасность для человека

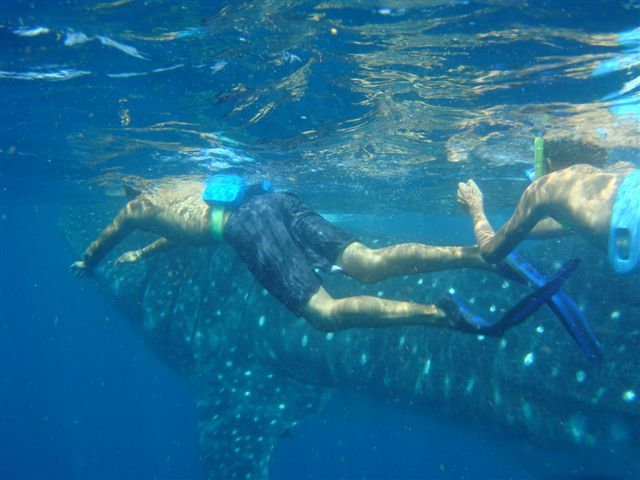
Китовая акула позволяет ныряльщикам приближаться вплотную к ней (снимок сделан у берега Канкуна, Мексика)

Китовая акула, питающаяся планктоном, в целом рассматривается как не представляющая абсолютно никакой угрозы для людей. Эта инертная, вялая, медленно плавающая рыба никогда не нападает на человека, чем охотно пользуются ныряльщики, часто подплывающие вплотную к ней. Один из американских океанологов, встретившийся с китовой акулой, писал:
Мы взобрались на акулу и как следует её осмотрели, даже заглянули ей в пасть. Казалось, она нас вообще не замечает. Только когда мы стали трогать её рыло, она медленно пошла на глубину. Но скоро снова пошла наверх, и мы опять взобрались на неё.
Однако китовую акулу можно рассматривать как потенциально опасную, если учитывать возможность того, что раненая (например, загарпуненная) рыба, придя в ярость, может разбить шлюпку или утопить человека ударом хвоста. Поэтому охота на неё сопряжена с известной опасностью.

### Содержание в неволе

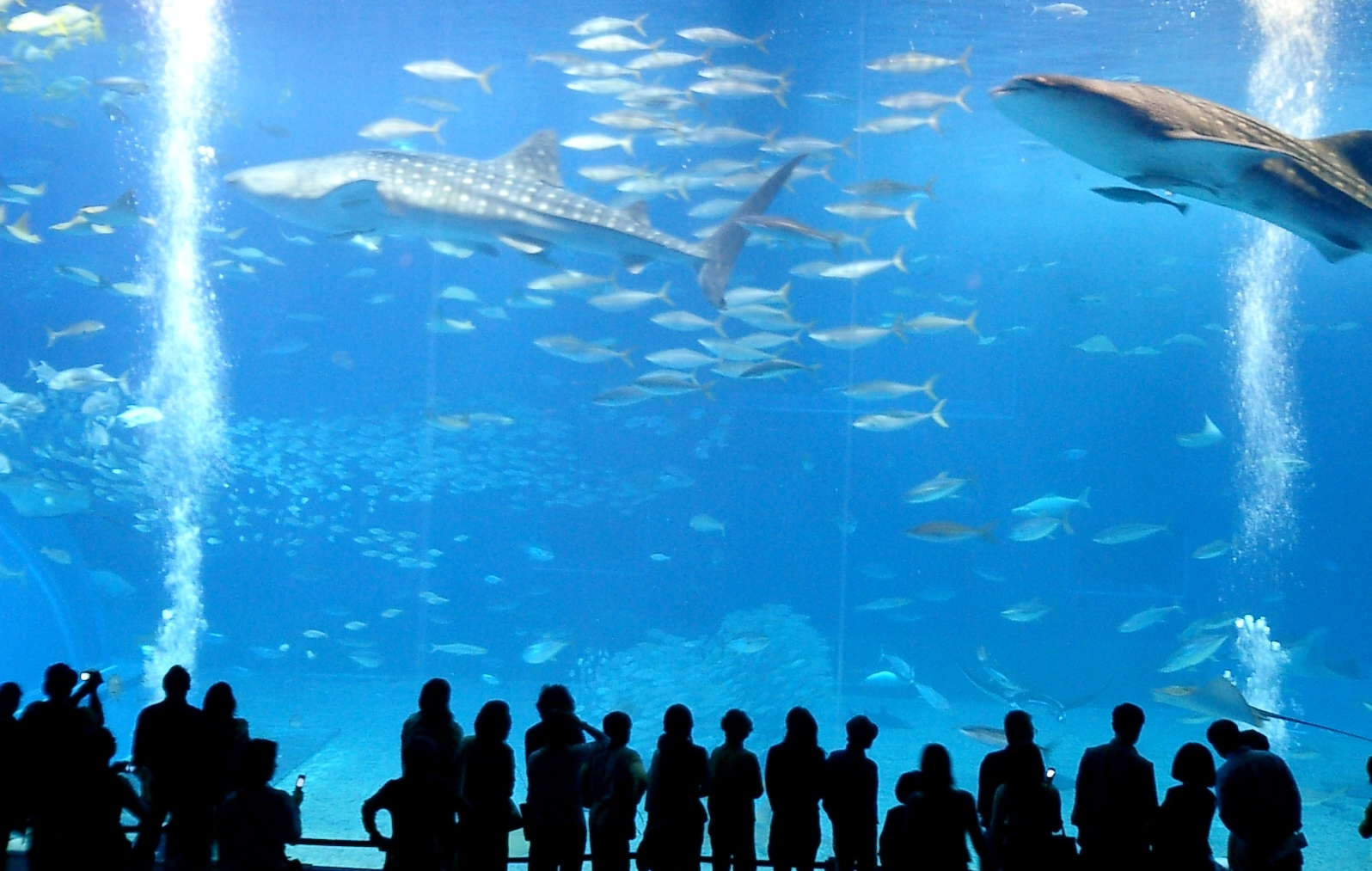
Две китовых акулы в океанариуме Тюрауми на Окинаве (Япония)

Первый известный случай содержания китовой акулы в неволе относится к 1934 году. Однако тогда китовая акула была помещена не в аквариум, а в отгороженный участок морского залива в Японии. Этот экземпляр прожил 122 дня. В Японии вообще содержалось в неволе наибольшее количество китовых акул — 16 голов (14 самцов и 2 самки) с 1980 по 1996 годы. В океанариуме Тюрауми на Окинаве в настоящее время живёт самая крупная из всех китовых акул, содержащихся в неволе, — самец длиной 4,6 м был помещён в аквариум в 1995 году и с тех пор вырос до 7 м. Все акулы, помещённые в японские океанариумы, были пойманы близ Окинавы. Акул содержат в воде с температурой 19—29 °C и кормят смесью криля, мелких кальмаров и мелкой рыбы. Содержавшегося в аквариуме новорожденного акулёнка длиной 60 см кормили планктонными креветками Acetes intermedius.
Ряд других крупных океанариумов также имеет опыт содержания китовых акул. В 2007 году две китовых акулы были помещены в океанариум Джорджии в Атланте. Обе рыбы, пойманные близ Тайваня, длиной 3,7 и 4,6 м соответственно, были доставлены в 2007 году на самолёте; перевозка осуществлялась в 6-метровых баках с подачей кислорода. Обе рыбы помещены в аквариум ёмкостью 23 845 м³. Предыдущая акула, содержавшаяся в Атланте, околела в начале 2007 года от воспаления внутренних органов, прожив в этом океанариуме меньше двух лет.

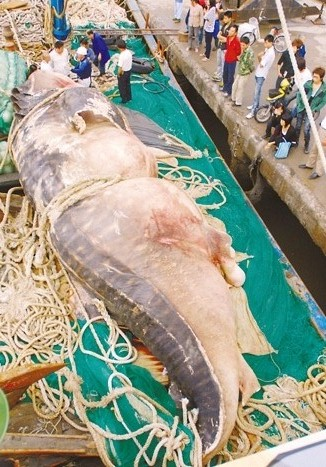
21-тонная китовая акула, пойманная китайскими рыболовами в 2008 году

Два раза акулы, помещённые в океанариумы Тайваня, погибали через непродолжительное время, но в 2005 году усилия тайваньских учёных увенчались успехом. В настоящее время на Тайване содержатся две акулы, одна из которых, 4,2-метровая самка, не имеет спинного плавника, видимо, отрезанного рыбаками или откушенного крупной акулой. 4-метровая китовая акула имеется в океанариуме Дубая, где содержится с лета 2008 года в аквариуме ёмкостью 11 тыс. м³. Эту акулу кормят крилем, состоящим из эвфаузиевых рачков, то есть она получает тот же корм, что поедают усатые киты. В южноиндийском городе Тируванантапурам очень молодая китовая акула длиной около 95 см почти сразу погибла после помещения в аквариум в 2002 году.

### Китовая акула в культуре приморских народов
В силу редкости и малоизвестности китовая акула не играла сколь-нибудь заметной роли в культуре даже тех народов, которые могли быть знакомы с ней. Однако японские рыбаки знали об их существовании и считали встречу с китовой акулой хорошим предзнаменованием. Поэтому в Японии китовых акул практически не ловили, и, несмотря на то, что рыба является одним из основных продуктов питания, мясо китовой акулы практически не употреблялось в пищу. С большим уважением к китовой акуле относились и вьетнамские рыбаки, также считавшие встречу с ней благоприятным знаком. Во Вьетнаме её называли с уважительной приставкой, что может быть переведено как «господин Рыба» (вьет. Ca Ong), что было одновременно и именем морского божества, приносившего удачу рыбакам.

### Китовые акулы как объект туристического интереса
В некоторых странах, где китовые акулы встречаются относительно часто, организация туров для наблюдения за китовыми акулами становится всё более значимой отраслью туристического бизнеса. В ходе таких туров наблюдения за акулами проводятся как с судов и лодок, так и при погружениях с аквалангом. При этом ныряльщики могут приближаться вплотную к акуле и даже дотрагиваться до неё. Этот бизнес развит в США, Мексике (особенно у Юкатана), Австралии, на Филиппинах, странах Карибского бассейна, Мальдивах, Сейшелах. Это быстро развивающаяся туристическая отрасль приносит немалый доход, привлекая прежде всего иностранных туристов (до 70 % ныряльщиков — иностранцы). Популярность таких дайвинг-туров быстро растёт — так, в Австралии количество туристов, совершавших погружения на рифах Нингалу в местах высокой численности китовых акул, выросло с 1 тыс. чел. в 1993 году до 5 тыс. в 2002 году. Специалисты МСОП рассматривают дайвинг-туры для наблюдения за китовыми акулами как один из факторов, негативно влияющих на состояние их поголовья, выражающийся в излишнем беспокойстве этих рыб и нарушении ритма их жизни.